# كاثرين دوي تود
كاثرين دوي تود (بالإنجليزية: Kathryn Doi Todd) هي قاضية ومحامية أمريكية، ولدت في 14 يناير 1942 في لوس أنجلوس في الولايات المتحدة.